# 中島文雄
中島 文雄（なかじま ふみお、1904年11月11日 - 1999年12月28日）は、日本の英語学者。

## 経歴
東京都中央区日本橋生まれ。府立一中（現東京都立日比谷高等学校）を経て、1927年東京帝国大学文学部英語学科卒業。市河三喜の弟子。
1928年京城帝国大学法文学部専任講師に就任。同大助教授、教授を歴任。戦後1947年東京大学文学部教授。東大英文科で初めて、英語学専門の教員となった。日本英文学会会長や日本シェイクスピア協会会長等を歴任。東京大学名誉教授。
定年後の1965年、津田塾大学教授、1973年、同学長。1974年から日本学士院会員。
マルティ、フンケの学説を研究、意味という心的現象の考察に基づいて独自の意味論、文法論を確立した。主著は『意味論－文法の原理』

## 著書
- 『英語学研究方法論』研究社、1941
- 『言語と思考』研究社、1941
- 『英語の常識』研究社, 1944
- 『日本精神と西欧精神』洋々書房, 1947
- 『意味論－文法の原理』研究社, 1948
- 『文法の原理－意味論的研究』研究社出版, 1949
- 『英語発達史』岩波書店, 1951
- 『英語－文法と鑑賞』開文社, 1951
- 『近代英語とその文体』研究社出版, 1953
- 『英語学研究室』研究社出版, 1956
- 『英文法の体系』研究社出版, 1961
- 『英語の構造』（上・下）岩波新書〈岩波新書〉, 1980
- 『日本語の構造』岩波書店〈岩波新書〉, 1987
- 『英語の時代に生きて－一英語学者のエッセイ集』研究社出版 1989

### 編纂辞書
- 『岩波英和大辞典』 岩波書店, 1970
- 『新コンサイス和英辞典』 三省堂, 1975
- 『岩波新英和辞典』忍足欣四郎と共編 岩波書店, 1981

### 翻訳
- フンケ『品詞の機能』研究社 1934
- オットー・イェスペルセン『エッセンシャル英文法』千城書房 1962